# Матуш, Фернанду
Фернанду Мануэл Кошта Матуш (порт. Fernando Manuel Costa Matos; род. 1 апреля 1941, Понта-Делгада) — португальский дзюдоист. Участник летних Олимпийских игр 1964 года.

## Биография
Фернанду Матуш родился 1 апреля 1941 года в португальском городе Понта-Делгада.
Занимался парусным спортом в Понта-Делгаде.
Выступал в соревнованиях за «Португальский клуб дзюдо» из Лиссабона. Четыре раза становился чемпионом Португалии в весовой категории до 80 кг (1964, 1969—1971).
В 1964 году вошёл в состав сборной Португалии на летних Олимпийских играх в Токио. В весовой категории до 80 кг в группе 1/8 финала победил Хорхе Луго из Венесуэлы (вадза-ари-чиквай-вадза) и уступил будущему чемпиону Исао Окано из Японии (сэойнагэ), не попав в четвертьфинал. Был знаменосцем сборной Португалии на церемонии открытия Олимпиады.
Матуш стал первым португальским дзюдоистом, выступившим на Олимпийских играх.
Завершил выступления в 31 год.